# Can Coromines (Sora)
Can Coromines és una masia transformada en hostal de Sora (Osona) inclosa a l'Inventari del Patrimoni Arquitectònic de Catalunya.

## Descripció
Casal de notables dimensions amb teulada a quatre vents, cantoneres de pedra treballada amb orientació a l'est.
A la façana principal en el portal d'entrada, en la llinda hi ha inscrita la data de construcció 1738 i de reforma l'any 1881. En una finestra de pedra treballada hi ha la data de 1739, així com en un pou, a la part dreta adossat a la façana l'any 1742.
A la façana hi ha una galeria amb tres arcades, així com edificis auxiliars, cabana i corts. Davant la casa hi ha un edifici destinat a quadre amb unes reformes fetes l'any 1959.

## Història
En una relació i cens d'habitants enviada pel rector Joan Montserrat Rocafiguera, a l'ardiaca de Vic l'any 1626, es fa menció de quinze casetes en el raval de Sora.
L'arxiu parroquial de Sora fa menció d'un hostal entre les cases que a principis del segle xvii es fan al raval. Aquest s'estancaria vers l'any 1630 per tenir nova empenta ja en el segle xviii, on se situa l'actual construcció.
En el Registre General de la parròquia de Sora de l'any 1881-1882 ja consta com a Can Coromines.